# Angewandte Linguistik
Die Angewandte Linguistik, auch Angewandte Sprachwissenschaft, ist ein Teilgebiet der Sprachwissenschaft. Sie beschäftigt sich interdisziplinär mit Fremdsprachendidaktik, mit der Sprachbeschreibung in Form von Wörterbüchern (Lexikografie) und Grammatiken sowie mit der Sprachverarbeitung auf Computersystemen, der Analyse und Behandlung von Sprachstörungen und der Analyse sprachlicher Phänomene im politischen Diskurs und in Medien. Allgemein behandelt die Angewandte Linguistik die Anwendung linguistischer Theorien, Methoden und Erkenntnisse zur Klärung sprachbezogener Probleme auf anderen Gebieten.

## Themen und Schwerpunkte
Im postindustriellen Zeitalter der Wissensgesellschaft und zunehmendem Wandel zur Informationsgesellschaft versucht die Angewandte Linguistik grundsätzliche Fragen und Herausforderungen zu bündeln, die sich im Umfeld menschlicher (verbaler und nonverbaler) Kommunikation sowie Wissensorganisation, -präsentation, -modellierung und -verarbeitung ergeben und geeignete sprachtechnologische Lösungen zu erarbeiten. Themen wie Wissenstransfer, Mehrsprachigkeit, computergestützte Modellierung und Repräsentation von Wissen, Verwendung der Sprache in Neuen Medien, Methoden und Werkzeuge zur Kompetenzerweiterung bei Erwerb und Nutzung muttersprachlicher und fremdsprachlicher Informationen bilden die größten Herausforderungen dieser Disziplin.
Beim Erwerb des Lesens und Schreibens, beim Textverstehen, bei mündlicher Kommunikation und adäquater Gesprächsführung (z. B. Moderation) besteht ein enger Zusammenhang zwischen Lern- und Lehrprozessen, was direkten Bezug der Angewandten Linguistik zur Didaktik impliziert. Das sprachliche Wissen wird über Lehrbücher vermittelt und in Wörterbüchern kodifiziert. Eine besondere Problematik – angesichts der voranschreitenden Globalisierung – bringt die Übersetzung mit sich, die stark in der Sprach- und Kulturmittlung verankert ist und sich automatisch nur sehr bedingt realisieren lässt. Die Überwindung von Sprachbarrieren ist für die Angewandte Linguistik ein sehr wichtiges Thema; hierzu zählen sowohl Bemühungen um zweckgebundene strukturelle Vereinfachungen natürlicher Sprachen (z. B. Basic English), Herausarbeitung der Grundwortschätze als auch künstliche Plansprachen wie Esperanto, Interlingua, Interlingue oder Volapük.
Einen weiteren Schwerpunkt bildet die Untersuchung der Schnittstellen zwischen Schrift bzw. Rede und nonverbalem Ausdruck. Schriftstücke bestehen oft zum Teil aus (teilweise) nicht-sprachlicher Darstellungen, die den Text unterbrechen oder der Text ergänzt das Bild. Tabellen, Bilder, Diagramme, Formeln, Gleichungen, Modelle, Karten, Graphen, Schemata etc. transportieren bestimmte Inhalte besonders ökonomisch und lassen sich verbal nur umständlich ausdrücken. Es ist also unmöglich auf diese oft komplexen Elemente zu verzichten und unbedingt notwendig, sie sprachlich zu erklären und zu deuten. In Medien wie Comic kann das Bild die Sprache fortsetzen oder sie gar ersetzen, wo sie unzureichend ist, bzw. der Autor kann den Text bewusst den Bildern subordinieren. Andere Texte stehen im Dialog mit den Lesern: Formulare, Fragebögen, Terminkalender erfordern aktive Bearbeitung von Kästchen und Spalten. Die Erforschung solcher Texte im Hinblick auf Klarheit, Logik und Einfachheit hat erheblich zur verbesserten Benutzerfreundlichkeit ergonomischer Mensch-Maschine-Schnittstellen in der Informatik beigetragen.
Weitere Überschneidungen zwischen Linguistik und Informatik ergeben sich z. B. bei der Auffindung von Information und Beantwortung von Fragen auf der Basis großer Datenbanken (Information Retrieval, Data-Mining, Informationsextraktion) sowie bei der automatischen Suche nach Textstellen, und zwar nicht nur ihrer Form, sondern ihrer Bedeutung nach (Information Retrieval und Suchmaschinen). Auch die Unterstützung beim Übersetzen von Texten in eine andere Sprache (CAT, Computer-aided Translation) oder auch die vollständige automatische Übersetzung, Unterstützung des Computerbenutzers bei der Textverarbeitung (Tipp-, Grammatik- und Rechtschreibfehlerkorrekturen, Thesaurus etc.) sowie die Verarbeitung von gesprochener Sprache (Spracherkennung und Sprachsynthese) zählen ebenfalls zum Arbeitsgebiet der Angewandten Linguistik.
Parallel dazu befasst sich Angewandte Linguistik im klinisch-pathologischen Bereich mit den theoretischen Grundlagen sowie der Diagnostik und Therapie von Sprachstörungen. Das beinhaltet psycholinguistisches Basiswissen zum Spracherwerb und zur Sprachverarbeitung, kognitiv-neurolinguistische Ansätze zum Zusammenhang von Sprache und Gehirn, theoretische Grundlagen von Sprachstörungen im Erwachsenen- und Kindesalter sowie Verfahren zur Analyse, Diagnostik und logopädische Therapie von Sprachentwicklungsstörungen und erworbenen Sprach- und Sprechdefekten. Untersuchung der Gestik, Entwicklung statischer und dynamischer Blindenschrift sowie Erforschung und Verwendung der Gebärdensprachen Gehörloser und Vermittlung des Fingeralphabets liegen ebenfalls im Interessenfokus der Angewandten Linguistik.
Dabei ist die Angewandte Linguistik auf die Kooperation mit der Praxis und mit anderen wissenschaftlichen Disziplinen angewiesen. „Die Angewandte Linguistik stellt die Ergebnisse der theoretischen Linguistik in anwendungsbezogene Zusammenhänge und greift dabei auf Wissenschaften zurück, die mit der Sprache nur mittelbar verwandt sind.“ (Definition nach F. Königs).
Der Begriff Angewandte Linguistik wird daher oft als Oberbegriff für alle interdisziplinären Wissenschaften mit Linguistikanteil verwendet. Dabei entstehen die sogenannten „Bindestrich-Linguistiken“ (von den Vertretern der Kerngebiete oft mit einem negativen Unterton so bezeichnet) wie die Psycho-, Sozio- und Pragmalinguistik, bei denen die Sprachverwendung unter einem bestimmten Gesichtspunkt (interdisziplinär) im Mittelpunkt des Erkenntnisinteresses liegt.

### Interdisziplinäre Anwendung
Beispiele für interdisziplinäre Anwendungen sind:
- Medizin (z. B. Heilmethoden für Sprachstörungen: in Logopädie, Phoniatrie, Kieferorthopädie etc.),
- Anatomie (Funktion von Lunge, Rachen, Kehlkopf, Gaumen, Zunge, Lippen und der übrigen Organe und Hohlräume bei der Produktion der Laute),
- Hirnforschung (Neurobiologie),
- Hermeneutik (Translatologie),
- Philosophie (Semiotik, Pragmatik und Logik),
- (Medien-)Pädagogik und Psychologie (Lernpsychologie),
- Soziologie (z. B. Soziolekte und soziale Interaktion über Sprache),
- Literaturwissenschaft (z. B. Komparatistik),
- Kunstgeschichte (z. B. Comicforschung),
- Paläontologie und Anthropologie (Forschungen nach dem Ursprung der Sprache),
- Kriminologie (Forensik),
- Jura (z. B. Problematik der Rechtssprache)
- Informatik (Computerlinguistik, Textverarbeitung, computerunterstützte Übersetzung, Auszeichnungssprachen und andere formale Sprachen etc.),
- Kulturwissenschaft (insb. die Diskursanalyse)
- Künstliche Intelligenz, Informationswissenschaft und Kybernetik (Expertensysteme, Kommunikation mit Maschinen, Speicherung und Wiederauffinden von sprachlichen Informationen),
- Physik (Frequenz und Amplitude von Schallwellen, physikalische Phonetik, akustische Artikulation von sprachlichen Lautsignalen)
- Politik (z. B. Problematik der Massenmedien, Sprachpolitik, Amtssprachen, Sprachimperialismus, Rhetorik),
- Wirtschaft (z. B. Fachsprachen, Kommunikation im Unternehmen, allgemeine Wirtschaftskommunikation),
- und Gesellschaft im Allgemeinen (z. B. interkulturelle und allgemeine zwischenmenschliche Kommunikation)

## Inhalte und Forschungsbereiche
Zu den Inhalten der Angewandten Linguistik gehören neben der gegenwartsbezogenen Sprachverwendung:
1. Sprachtheorie (als Grundlage zur Anwendung)
2. Beschreibung von Einzelsprachen (u. a. monolinguale Lexikographie, vor allem synchron)
3. Vergleich mehrerer Sprachen (kontrastive Linguistik, bilinguale Lexikographie, vor allem synchron)
4. Sprachlehr- und -lernforschung (einschließlich Lehren und Lernen von Fremdsprachen im Fremdsprachenunterricht, Arbeit im Sprachlabor, Didaktik der Muttersprache)
5. Fachsprachenforschung (einschließlich Terminologielehre, Probleme der Verständlichkeit, Wissenschaftssprache, Experten-Laien-Kommunikation)
6. Übersetzungswissenschaft (Lokalisierung von Software, technischer Dokumentation)
7. Unternehmenskommunikation
8. Fehleranalyse
9. Text-Bild-Beziehungen
10. Bindestrich-Linguistiken (Auswahl):

- Computerlinguistik (untersucht, wie natürliche Sprache in Form von Text- oder Sprachdaten mit Hilfe des Computers algorithmisch verarbeitet werden kann)
- Soziolinguistik (auch: Varietätenlinguistik, Sprachverwendung verschiedener sozialer Gruppen, Sprachbarrieren und Codeswitching)
- Psycholinguistik (Spracherwerbs-, Sprachwissens- und Sprachprozessforschung)
- Pragmalinguistik (Sprache und Handeln, Sprachgebrauchsregeln, Sprechakttheorie, Theorie der Konversationsmaximen)
- Ethnolinguistik (kulturspezifische Ausprägungen der Sprachverwendung)
- Historische Linguistik (diachroner Sprachwandel mit jeweiligen synchronen Sprachzuständen, Einflussfaktoren)
- Textlinguistik/Gesprächsanalyse (Analyse der sprachlichen Regularitäten und des außersprachlichen Kontextes)
- Klinische Linguistik (Diagnostik und Therapie von Beeinträchtigungen der sprachlichen Kommunikation oder des Spracherwerbs in der Medizin, besonders der Aphasie)
- Forensische Linguistik (kriminologische Untersuchung von sprachlichen Einheiten in der Forensik)
- Kontaktlinguistik (befasst sich mit den sprachlichen Strukturen und Folgen sowie den sozialen und sprachenpolitischen Bedingungen von Sprachkontakt)
- Korpuslinguistik (die Theorien über Sprache anhand von Beispielen aus einem möglichst großen Textkorpus erstellt oder nachzuweisen versucht)
- Politolinguistik (die wissenschaftliche Untersuchung der Kommunikation in der Politik)
- Neurolinguistik (beschäftigt sich mit dem Zusammenhang von Sprachverarbeitung und den zugrundeliegenden neuronalen Strukturen im Gehirn)
- Rechtslinguistik (die Untersuchung der Hintergründe von Rechtsthemen, die mit Sprache zu tun haben)
- Patholinguistik (die Lehre von der pathologischen Sprache einschließlich der Sprachentwicklungsstörungen)
- Feministische Linguistik (die das Sprachverhalten unter feministischen Gesichtspunkten analysiert und beurteilt)
- Eurolinguistik (befasst sich mit den Sprachen Europas)
- Interlinguistik (die Untersuchung der internationalen Kommunikation und der Plansprachen)
- Medienlinguistik (in erster Linie zur Untersuchung von Mehrsprachigkeit in den Medien, aber auch zur Erfassung medialer Diskurse)
- Quantitative Linguistik (untersucht Sprachen mit den Mitteln der Statistik, um Sprachgesetze aufzustellen)
- Ökolinguistik (untersucht Wechselwirkung zwischen Sprachen sowie zwischen Sprachen und ihrer Umwelt, d. h. der Gesellschaft, in der sie verwendet werden)
- Paläolinguistik (untersucht die Entstehung menschlicher Sprache; hat viele Überschneidungen mit Psychologie und Anthropologie).

## Wichtige Vertreter
- John Langshaw Austin und John Searle (Sprachphilosophen, Sprechakttheorie)
- Jerry Fodor (kognitionswissenschaftliche Modularitätsthese für Modelle in der Patholinguistik)
- Gottlob Frege (hat als erster eine formale Sprache entwickelt)
- Paul Grice (Sprachphilosoph, Theorie der Konversationsmaximen, semantische Implikatur)
- Jacob Grimm und Wilhelm Grimm (die Begründer des Deutschen Wörterbuchs und der modernen deutschen Lexikographie)
- Samuel Johnson (der Begründer des modernen Wörterbuchs)
- George Lakoff (wichtiger Vertreter der kognitiven Linguistik)
- William Labov (Soziolinguist, Sprachwandel und Sprachvariation unter soziolinguistischen Aspekten)
- Desmond Morris (semiotisches Dreieck)
- Charles S. Peirce (Zeichentypen Symptom, Ikon, Symbol; Zeicheneigenschaften)
- Edward Sapir (Begründer der anthropologischen Linguistik)
- Mario Wandruszka (Erforschung der Mehrsprachigkeit)
- Leo Weisgerber (zentrale Figur der Bonner Sprachwissenschaft, Gründer der Zeitschrift Wirkendes Wort)
- Anna Wierzbicka (Natural Semantic Metalanguage)
- Ludwig Wittgenstein (Begründer der analytischen Sprachphilosophie)

## Berufsverbände
- Association Internationale de Linguistique Appliquée
- Gesellschaft für Angewandte Linguistik